# Bahnstrecke Löwenberg–Flecken Zechlin
| Bahnhof Köpernitz, 1991 |                                                        |                                         |                                         |
| Verbliebener Streckenteil zwischen Löwenberg und Rheinsberg und Anschlussbahn zum Kernkraftwerk |                                                        |                                         |                                         |
| Streckennummer (DB): | 6751, 6956                                             |                                         |                                         |
| Kursbuchstrecke (DB): | 209.54                                                 |                                         |                                         |
| Kursbuchstrecke: | 106d (1934) 121g (Rheinsberg – Löwenberg Privatb 1946) |                                         |                                         |
| Streckenlänge: | 50,6 km                                                |                                         |                                         |
| Spurweite: | 1435 mm (Normalspur)                                   |                                         |                                         |
| Streckenklasse: | D4                                                     |                                         |                                         |
| Maximale Neigung: | 12 ‰                                                   |                                         |                                         |
| Streckengeschwindigkeit: | 80 km/h                                                |                                         |                                         |
| |                                                        |                                         |                                         |
| \| \| 50,600 \| Flecken Zechlin \| Flecken Zechlin \| \| \| 46,800 \| Kagar-Dorf Zechlin \| Kagar-Dorf Zechlin \| \| \| 42,600 \| Linow \| Linow \| \| \| 41,100 \| Linowsee \| Linowsee \| \| \| 37,7600,000 \| Rheinsberg (Mark) \| Rheinsberg (Mark) \| \| \| \| \| \| \| \| 10,100 \| Rheinsberg Stechlinsee (KKW Rheinsberg) \| Rheinsberg Stechlinsee (KKW Rheinsberg) \| \| \| \| \| \| \| \| 7,100 \| Beerenbusch \| Beerenbusch \| \| \| \| RegioInfra / EWN \| \| \| \| \| \| \| \| \| \| Kleiner Rhin \| \| \| \| 32,500 \| Köpernitz (b Neuruppin) \| Köpernitz (b Neuruppin) \| \| \| 28,600 \| Dierberg \| Dierberg \| \| \| \| B 122 \| \| \| \| 25,167 \| Klosterheide (Mark) \| Klosterheide (Mark) \| \| \| \| von Schulzendorf \| \| \| \| \| Vielitzkanal \| \| \| \| 21,347 \| Lindow (Mark) (ehem. Bf) \| Lindow (Mark) (ehem. Bf) \| \| \| 18,000 \| Schönberg (Mark) \| Schönberg (Mark) \| \| \| \| von Neuruppin \| \| \| \| 14,847 \| Herzberg (Mark) \| Herzberg (Mark) \| \| \| 10,037 \| Grieben (b Gransee) \| Grieben (b Gransee) \| \| \| 4,300 \| Linde (Mark) \| Linde (Mark) \| \| \| 2,777 \| Löwenberg (Mark) Dorf (ehem. Bf) \| Löwenberg (Mark) Dorf (ehem. Bf) \| \| \| \| B 96 \| \| \| \| 0,530 \| Infrastrukturgrenze RIN / DB Netz \| Infrastrukturgrenze RIN / DB Netz \| \| \| \| von/nach Gransee \| \| \| \| \| B 167 \| \| \| \| 0,000 \| Löwenberg (Mark) \| Löwenberg (Mark) \| \| \| \| nach Oranienburg \| \| \| \| \| \| \| \| Quellen: [1] \| \| \| \| |                                                        |                                         |                                         |
| Kopfbahnhof Streckenanfang (Strecke außer Betrieb) | 50,600                                                 | Flecken Zechlin                         | Flecken Zechlin                         |
| Bahnhof (Strecke außer Betrieb) | 46,800                                                 | Kagar-Dorf Zechlin                      | Kagar-Dorf Zechlin                      |
| Bahnhof (Strecke außer Betrieb) | 42,600                                                 | Linow                                   | Linow                                   |
| Haltepunkt / Haltestelle (Strecke außer Betrieb) | 41,100                                                 | Linowsee                                | Linowsee                                |
| Kopfbahnhof Strecke bis hier außer Betrieb | 37,7600,000                                            | Rheinsberg (Mark)                       | Rheinsberg (Mark)                       |
| |                                                        |                                         |                                         |
| Strecke · Kopfbahnhof Streckenanfang | 10,100                                                 | Rheinsberg Stechlinsee (KKW Rheinsberg) | Rheinsberg Stechlinsee (KKW Rheinsberg) |
| |                                                        |                                         |                                         |
| Strecke · ehemaliger Haltepunkt / Haltestelle | 7,100                                                  | Beerenbusch                             | Beerenbusch                             |
| Strecke · Wechsel des Eisenbahninfrastrukturunternehmens |                                                        | RegioInfra / EWN                        | RegioInfra / EWN                        |
| |                                                        |                                         |                                         |
| Brücke über Wasserlauf |                                                        | Kleiner Rhin                            | Kleiner Rhin                            |
| ehemaliger Bahnhof | 32,500                                                 | Köpernitz (b Neuruppin)                 | Köpernitz (b Neuruppin)                 |
| ehemaliger Haltepunkt / Haltestelle | 28,600                                                 | Dierberg                                | Dierberg                                |
| Bahnübergang |                                                        | B 122                                   | B 122                                   |
| ehemaliger Haltepunkt / Haltestelle | 25,167                                                 | Klosterheide (Mark)                     | Klosterheide (Mark)                     |
| Abzweig geradeaus und ehemals von links |                                                        | von Schulzendorf                        | von Schulzendorf                        |
| Brücke über Wasserlauf |                                                        | Vielitzkanal                            | Vielitzkanal                            |
| Haltepunkt / Haltestelle | 21,347                                                 | Lindow (Mark) (ehem. Bf)                | Lindow (Mark) (ehem. Bf)                |
| ehemaliger Haltepunkt / Haltestelle | 18,000                                                 | Schönberg (Mark)                        | Schönberg (Mark)                        |
| Abzweig geradeaus und von rechts |                                                        | von Neuruppin                           | von Neuruppin                           |
| Bahnhof | 14,847                                                 | Herzberg (Mark)                         | Herzberg (Mark)                         |
| ehemaliger Haltepunkt / Haltestelle | 10,037                                                 | Grieben (b Gransee)                     | Grieben (b Gransee)                     |
| ehemaliger Haltepunkt / Haltestelle | 4,300                                                  | Linde (Mark)                            | Linde (Mark)                            |
| ehemaliger Haltepunkt / Haltestelle | 2,777                                                  | Löwenberg (Mark) Dorf (ehem. Bf)        | Löwenberg (Mark) Dorf (ehem. Bf)        |
| Bahnübergang |                                                        | B 96                                    | B 96                                    |
| Wechsel des Eisenbahninfrastrukturunternehmens | 0,530                                                  | Infrastrukturgrenze RIN / DB Netz       | Infrastrukturgrenze RIN / DB Netz       |
| Abzweig geradeaus, ehemals nach links und von links |                                                        | von/nach Gransee                        | von/nach Gransee                        |
| Bahnübergang |                                                        | B 167                                   | B 167                                   |
| Bahnhof | 0,000                                                  | Löwenberg (Mark)                        | Löwenberg (Mark)                        |
| Strecke |                                                        | nach Oranienburg                        | nach Oranienburg                        |
| |                                                        |                                         |                                         |
| Quellen: |                                                        |                                         |                                         |

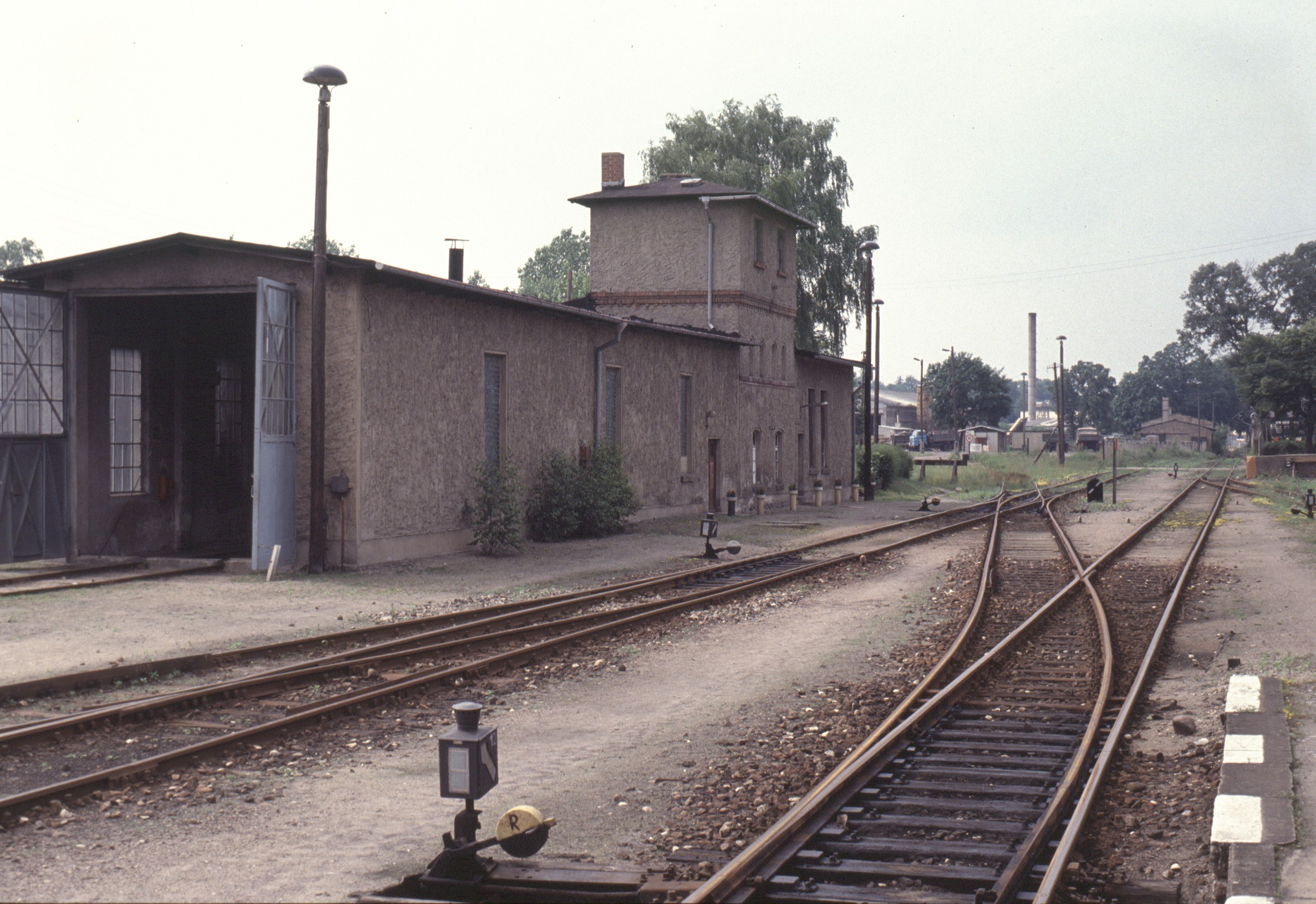
Nordkopf des Bahnhofs Rheinsberg, nach links die ehemalige Strecke in Richtung Flecken Zechlin, 1991

Die Bahnstrecke Löwenberg–Flecken Zechlin (auch Löwenberg-Lindow-Rheinsberger Eisenbahn genannt) ist eine Bahnstrecke im Norden Brandenburgs. Die 1896 bis Lindow eröffnete Verbindung wurde 1899 bis Rheinsberg und 1928 bis Flecken Zechlin verlängert. Der Abschnitt zwischen Löwenberg (Mark) und Rheinsberg ist noch in Betrieb.

## Verlauf
Die Strecke beginnt in der Gemeinde Löwenberger Land im Bahnhof Löwenberg (Mark) an der Berliner Nordbahn. Von dort aus zweigt die Bahn zunächst nach Westen ab und verläuft bis Herzberg (Mark) fast parallel zur Bundesstraße 167. Hier besteht eine Verbindung über die Bahnstrecke Neustadt–Herzberg nach Neuruppin. Ab Herzberg wendet sich die Strecke nach Norden, führt über Lindow, wo Anschluss zur Stechlinseebahn bestand, nach Rheinsberg. In Rheinsberg bestand bis zum Ende des Zweiten Weltkrieges eine Fortführung nach Flecken Zechlin, 1958 kam ein Anschluss zum nahe gelegenen Kernkraftwerk Rheinsberg hinzu.
Die Strecke ist durchgehend eingleisig und nicht elektrifiziert.

## Geschichte

### Privatbahnzeit
Gegen Ende des 19. Jahrhunderts wurden die ländlichen Regionen Brandenburgs an das Eisenbahnnetz angeschlossen. Der Kreis Ruppin erhielt zunächst Anschluss über die Hauptbahnen, die meist nach Berlin ausgerichtet waren. Später wurden diese über Neben- und Kleinbahnen miteinander verbunden und zu abseits gelegenen Städten erweitert.
Löwenberg besaß so bereits seit 1877 einen Bahnhof, dieser befand sich jedoch außerhalb des Ortszentrums im Vorwerk Neulöwenberg. Um dennoch einen direkten Bahnanschluss zu erhalten, wurde eine Verbindung über Herzberg bis nach Lindow geplant. Die Konzession zum Bau wurde am 7. August 1895 erteilt. Am 28. Dezember desselben Jahres wurde die Löwenberg-Lindower Kleinbahn AG als Betreiber der Strecke gegründet. Am 10. August 1896 konnte der Betrieb zwischen Löwenberg Privatbahnhof – parallel zum Staatsbahnhof – und Lindow (Mark) aufgenommen werden. Die eingleisige Strecke erhielt lediglich an den beiden Endpunkten sowie in Herzberg ein zweites Gleis.
Zum Einsatz kamen zwei je zweiachsige Dampflokomotiven von Henschel, drei Personen-, ein Gepäck- sowie neun Güterwagen, die vor allem für Holzlieferungen vorgesehen waren.
Die Stadt Rheinsberg bestand ebenfalls auf einen Bahnanschluss, der durch die Kleinbahn auch näher rückte. Die Stadtväter hatten allerdings zunächst ihre Vorbehalte, da sie mindestens auf einen Nebenbahnanschluss bestanden und eine Kleinbahn nicht für vollwertig befanden. Erst nach Aufnahme des Verkehrs änderte sich die Meinung und der Anschluss konnte drei Jahre später am 18. Mai 1899 in Betrieb gehen. Gleichzeitig wurde der Sitz der Betreibergesellschaft nach Rheinsberg verlegt und der Wagenpark um eine dreiachsige Henschel-Lokomotive, drei Personen- und sieben Güterwagen aufgestockt.
In den Folgejahren wurden weitere Haltepunkte entlang der Strecke eröffnet, so in Linde (1901), Klosterheide (1902) und Dierberg (1904). 1902 wurde zudem die ab 1913 von der Ruppiner Eisenbahn AG geführte Strecke von Neuruppin nach Herzberg verlängert, so dass nun ebenfalls Anschluss in die Prignitz bestand.
1903 kam erstmals eine Planung zur Erweiterung der Strecke zur Bahnstrecke Wittstock–Mirow–Neustrelitz in Betracht. Langfristig sollte daraus eine Verbindung von Eberswalde über Gransee, Rheinsberg ins mecklenburgische Malchow entstehen. Drei Jahre später wurde die Trassenführung korrigiert, die nördliche Fortsetzung sollte nun von Rheinsberg aus über Zechlinerhütte nach Mirow erfolgen und dort in die Hauptbahn münden. Zusätzlich sollte ab Rheinsberg eine Zweigstrecke über Kagar nach Flecken Zechlin gebaut werden. Die Idee wurde die nächsten Jahre jedoch nicht weiter verfolgt und schließlich im Krieg vorerst aufgegeben.
1907 erfolgte die Umwandlung der Strecke in eine Nebenbahn, die Betreibergesellschaft selber änderte ihren Namen in Löwenberg-Lindow-Rheinsberger Eisenbahn. Im gleichen Jahr wurde die vierte Lokomotive, eine weitere dreiachsige Lokomotive des Henschel Typ Bismarck, in Betrieb genommen.
Bis zum Beginn des Ersten Weltkrieges verbuchte das Unternehmen wie zahlreiche andere Kleinbahnen in der Provinz Gewinne und stockte 1911 und 1913 seinen Wagenpark nochmals um zwei Lokomotiven und mehrere Wagen auf. Erst mit dem Beginn des Krieges und den damit verbundenen Engpässen musste der Betrieb rationalisiert werden. Da der Güterverkehr zurückging, mussten die Personenzüge einfacher ausgerüstet verkehren, was vielerorts zu Beschwerden der Fahrgäste führte. Da die Maßnahmen bis nach Kriegsende anhielten, war das Unternehmen 1921 gezwungen, mit der Ruppiner Eisenbahn AG zu fusionieren. Die vier jüngsten Loks wurden ebenfalls in den Fahrzeugpark übernommen und erhielten die Nummern 15, 16, 17 und 22, die beiden verbliebenen Zugmaschinen wurden dagegen ausgemustert.
Nach der Übernahme durch die Ruppiner Eisenbahn AG wurde die Idee einer nördlichen Verlängerung aufgegriffen. Der Anschluss nach Mirow wurde zwar aufgegeben, stattdessen begannen 1926 die Arbeiten für die Verlängerung nach Flecken Zechlin. Die Eröffnung der 14 Kilometer langen Fortführung fand am 15. Mai 1928 statt. Der Verkehr verlagerte sich nun zunehmend auf den Ausflugsverkehr zu den Seen Nordbrandenburgs; täglich fuhren fünfeinhalb Zugpaare auf der Stammstrecke, von denen einige am Wochenende bis zum Stettiner Bahnhof in Berlin durchfuhren. Die 1930 eröffnete Stechlinseebahn mit Anschluss in Lindow brachte eine weitere Erhöhung der Fahrgastzahlen mit sich. Im darauf folgenden Jahr wurde der Personenverkehr teilweise auf Triebwagen umgestellt.
1938 kam es entlang der Strecke zu einem schweren Unfall, als ein Dampfzug auf dem Abschnitt Köpernitz–Rheinsberg mit einem der Triebwagen kollidierte. Dabei kamen insgesamt fünf Personen ums Leben. Die Kreuzung der beiden Züge sollte ursprünglich im Bahnhof Rheinsberg erfolgen. Da aber der aus Zechlin kommende Dampfzug bereits verspätet war, wurde die Zugkreuzung nach Köpernitz verlegt. Das Personal des aus Löwenberg kommenden Triebwagens wurde über diese Änderung nicht informiert und fuhr über den Bahnhof hinaus. Kurz hinter Köpernitz kam es in einer Kurve schließlich zu dem Zusammenstoß.

### Staatsbahnzeit

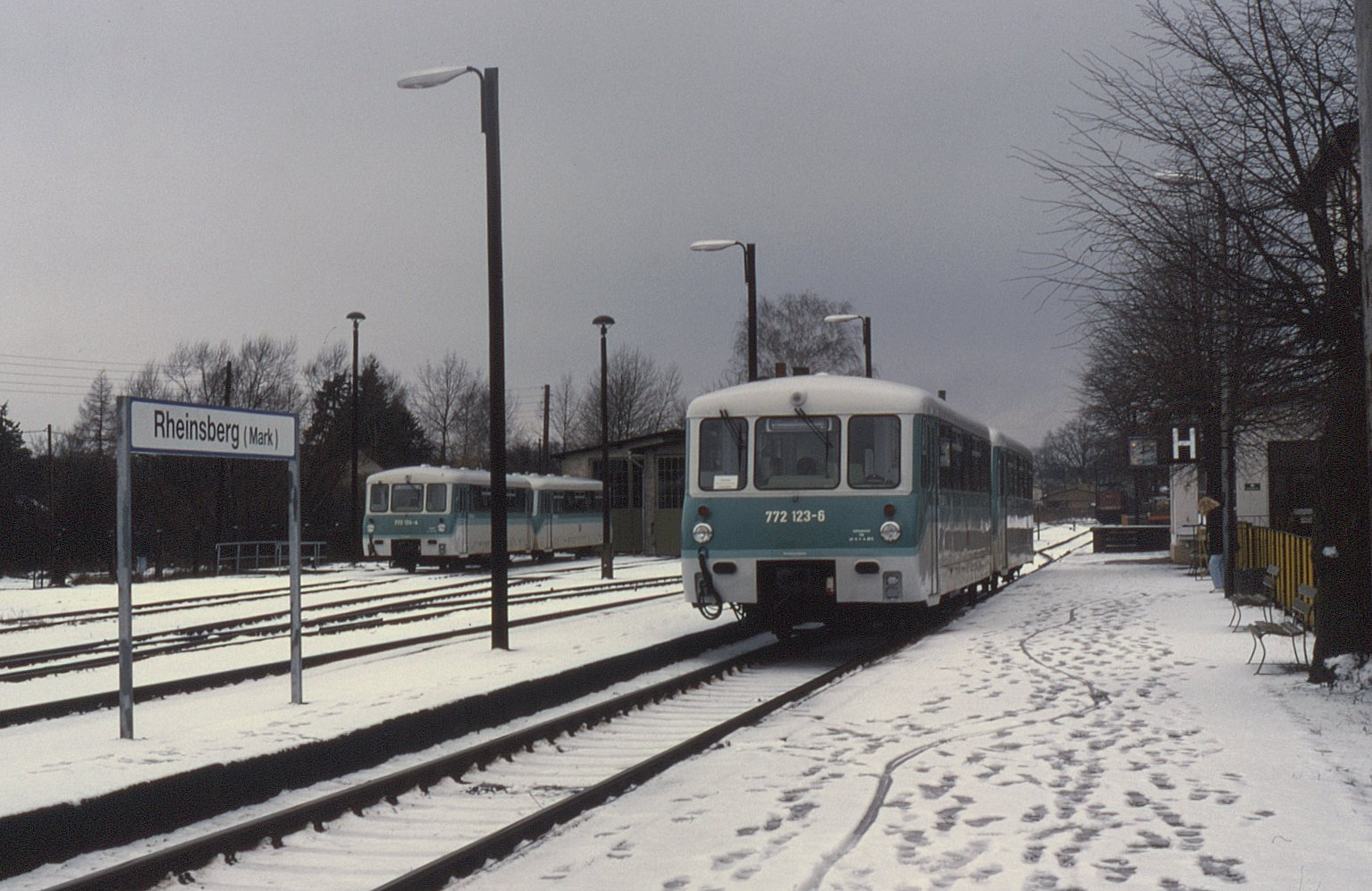
Schienenbusse im Bahnhof Rheinsberg (Mark), 1995

Unmittelbar nach Ende des Zweiten Weltkrieges wurde der Abschnitt Rheinsberg–Flecken Zechlin stillgelegt, um abgebaut als Reparationsleistung in der UdSSR verwendet zu werden. Lediglich einige Aufbauten wie Bahnhofsgebäude sind noch erhalten geblieben. Die Trasse wurde später zum Bahnradweg umgebaut. Der noch in Betrieb befindliche Teil ging dagegen 1950 in den Besitz der Deutschen Reichsbahn über. Verbunden damit war auch die Rationalisierung des Betriebes, was unter anderem den Umbau von kleineren Bahnhöfen in Haltepunkte mit sich brachte.
Ab 1970 konnte der Verkehr mit Dieselzügen vollständig bewältigt und die verbliebenen Dampflokomotiven ausgemustert werden. Zum Einsatz kamen vorrangig Lokomotiven der Baureihen 110 oder 106 sowie Schienenbusse des Typs 171/172.
Nach der Wende änderte sich zunächst wenig am Betrieb. 1996 wurden die meisten Zwischenhalte aufgegeben.
1999 wurde in Rheinsberg mit einem Bahnhofsfest das 100-jährige Bestehen der Strecke gefeiert. Ein Jahr darauf wurde der Direktverkehr nach Berlin mit dem Prignitz-Express wieder aufgenommen. Der Zug verkehrte allerdings entgegen der historischen Route nicht über Löwenberg, sondern kehrte in Herzberg und fuhr über Neuruppin weiter. Dieser Verkehr wurde im Jahre 2006 aufgrund zu geringer Fahrgastzahlen jedoch wieder abbestellt. Seitdem ist der Gesamtverkehr auf die Stammstrecke Löwenberg–Herzberg–Lindow–Rheinsberg ebenfalls stark reduziert worden.
Die Strecke wurde von 2008 bis 2018 nur im Sommerhalbjahr (von Ostern bis Ende Oktober) mit sechs Zugpaaren der Regionalbahn-Linie RB 54 der DB Regio Nordost bedient, welche über Löwenberg und Berlin-Gesundbrunnen bis Berlin-Lichtenberg fuhren. Im Winter verkehrte die Linie ab 2006 noch von Freitag bis Sonntag. Zwischen dem 11. Juni 2012 und Dezember 2013 fuhr die Regionalbahn RB 54 von Neuruppin über Herzberg (Mark) statt von Löwenberg (Mark). Grund dafür waren Bauarbeiten an der Berliner Nordbahn, wodurch Löwenberg nur eingeschränkt erreichbar war. Es verkehrten fünf Zugpaare am Tag, teilweise direkt über Hennigsdorf nach Berlin-Spandau. Ab dem Sommerfahrplan 2014 wurden täglich sechs Zugpaare zwischen Rheinsberg und Löwenberg angeboten, von denen zwei Zugpaare zum bzw. vom Bahnhof Berlin Gesundbrunnen durchgebunden waren.
Seit dem Fahrplanwechsel am 9. Dezember 2018 wird die Strecke wieder ganzjährig betrieben, die Zahl der Zugpaare wurde jedoch von sechs auf fünf reduziert. Im Jahr 2023 verkehren wieder sechs Zugpaare täglich.

### Erneute Privatbahnzeit
Angesichts anstehender Investitionen und fehlender Kostendeckung schrieb DB Netz Anfang Juli 2011 die Strecke zur Übernahme durch andere Eisenbahninfrastrukturunternehmen aus. Ende Dezember erhielt die Regio Infra Gesellschaft mbH (RIG) den Zuschlag, die die Strecke seit April 2012 auf Pachtbasis betreibt. Der RIG gehörte bereits die in Herzberg (Mark) abzweigende Strecke nach Neustadt (Dosse).

## Heutiger Verkehr

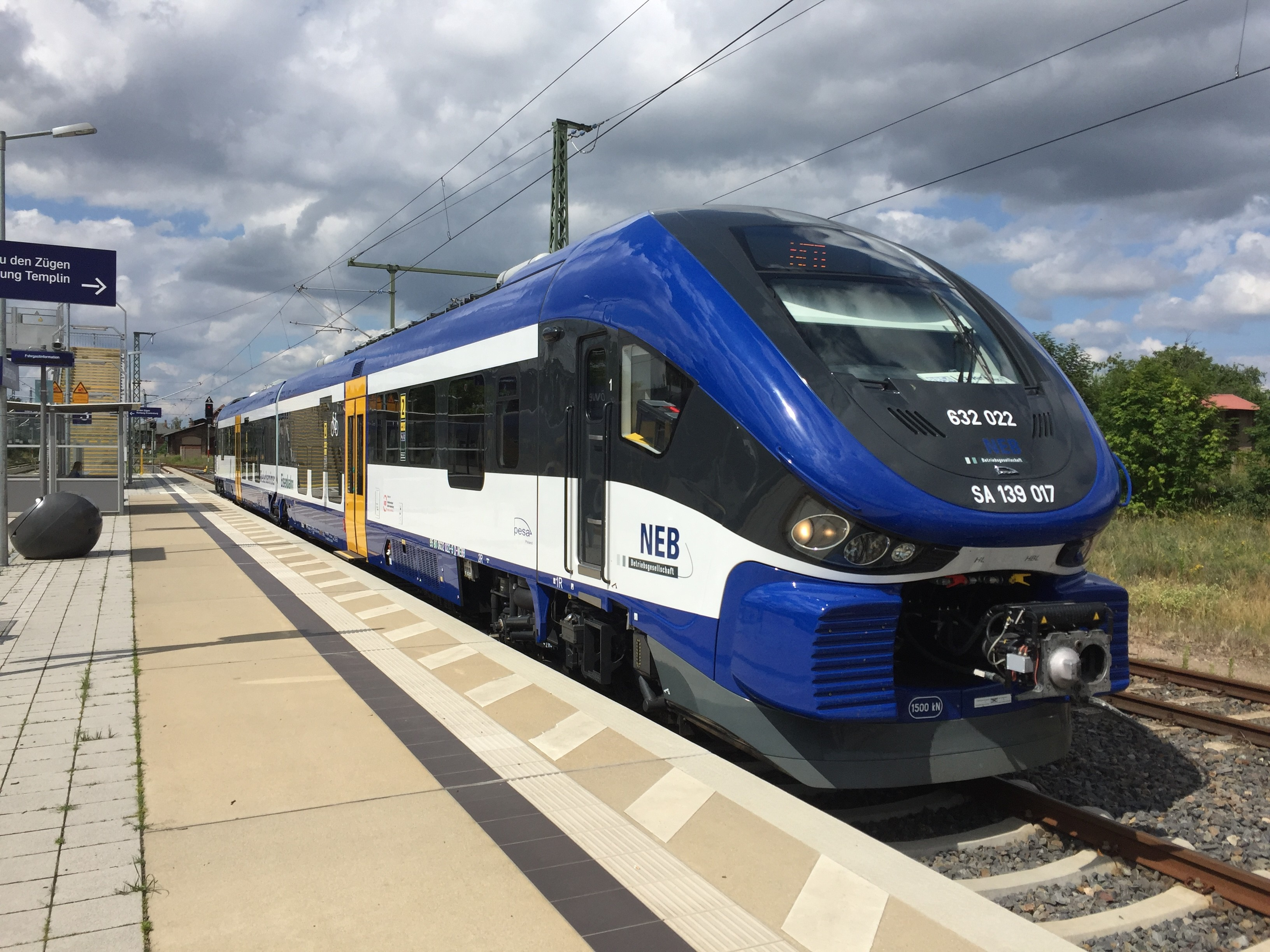
NEB-Triebwagen „Pesa Link“ in Löwenberg (Mark), 2016

Mit gewonnener Ausschreibung wird der Personenverkehr auf der Strecke (Regionalbahn RB 54) seit Dezember 2015 durch die Niederbarnimer Eisenbahn AG (NEB) erbracht. Im Jahr 2016 kamen fabrikneue Dieseltriebwagen vom Typ Pesa Link zum Einsatz. Im Jahr 2017 werden Fahrzeuge der ersten Bauserie des RegioShuttle (BR650) eingesetzt. Diese verkehren von Montag bis Freitag als Einzelfahrzeug. Samstag, Sonntag sowie an Feiertagen wird in Doppeltraktion gefahren.
Im Sommer 2017 verlängerte die NEB erstmals ein Zugpaar zum Bahnhof Stechlinsee. Auf dem Abschnitt verkehren am Wochenende die regulären Züge der RB54, allerdings ohne Anwendung des VBB-Tarifs. Für die Verlängerung wurde die Wendezeit des Triebwagens in Rheinsberg genutzt.
Güterverkehr findet nur noch bei Bedarf statt, zum ehemaligen Kraftwerk Stechlinsee oder zur Holzverladung in Rheinsberg.
Nachdem das Netz Ostbrandenburg mit einer Betriebsaufnahme im Dezember 2024 im Jahr 2019 erneut ausgeschrieben wurde, erhielt die NEB Betriebsgesellschaft erneut den Auftrag, den Verkehr entlang der Linie RB54 zu erbringen. Im Vergleich zum vorigen Fahrplan wird ab dem Fahrplanwechsel ein Takt alle 120 Minuten angeboten, dieser verkehrt Montag–Freitag zwischen ca. 05:00 Uhr und ca. 23:00 Uhr, am Wochenende weiterhin von ca. 08:00 Uhr bis ca. 21:00 Uhr. Für das Netz Ostbrandenburg wurden von den Auftraggebern erstmals batterieelektrische Fahrzeuge gefordert, es wurden Siemens Mireo Plus B bestellt. Da zum Betriebsbeginn bei Fahrplanwechsel noch nicht alle benötigten Fahrzeuge zur Verfügung stehen werden, werden die Fahrzeuge mit einem Stufenkonzept in Betrieb gehen, die RB54 wird dabei zusammen mit der RB60 der Bahnstrecke Eberswalde–Frankfurt (Oder) eine der letzten umzustellenden Linien ab Sommer 2025 sein.

## Anschlussbahn zum Kernkraftwerk Rheinsberg

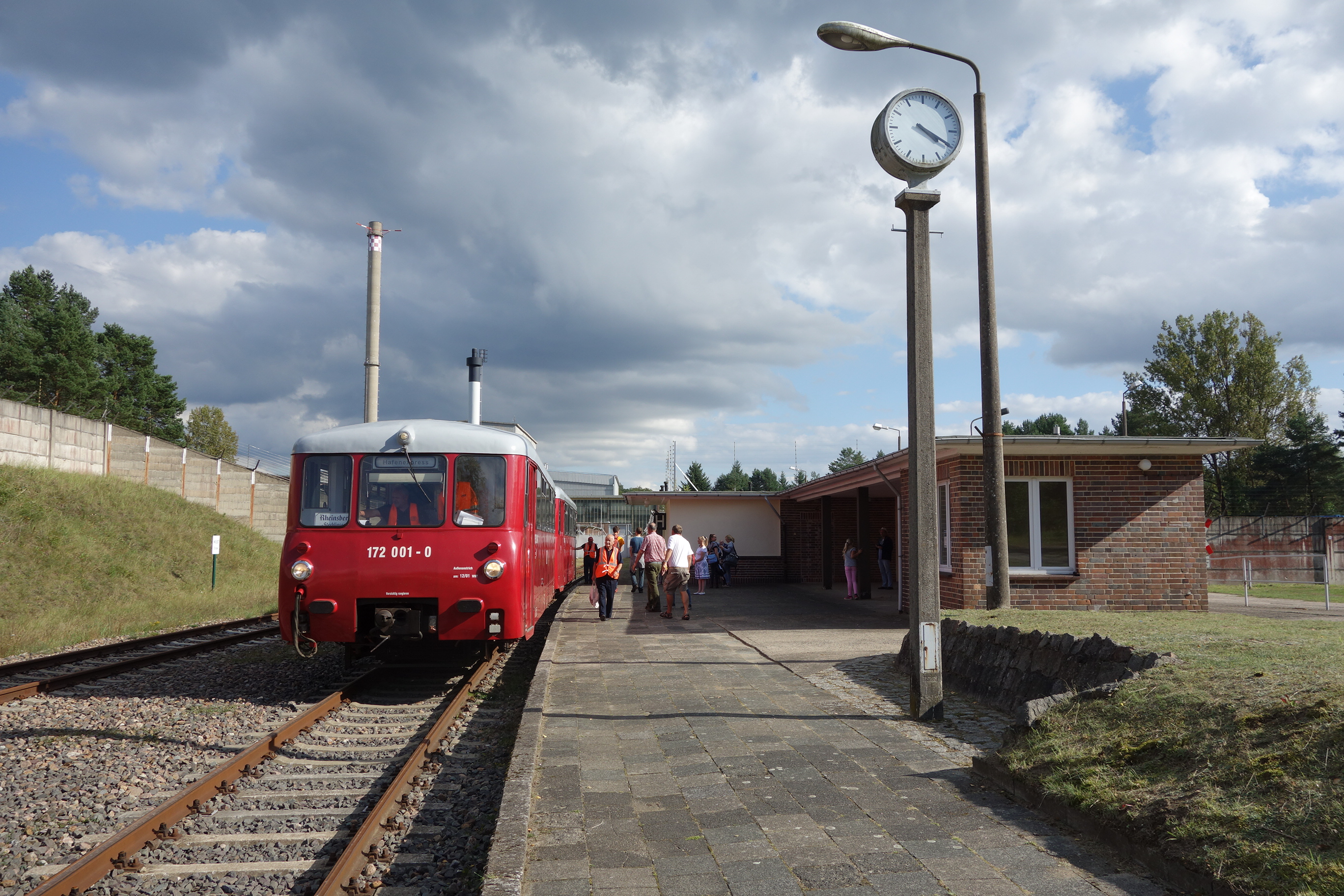
Bahnhof Rheinsberg Stechlinsee mit 172 001, im Hintergrund das Kernkraftwerk

1956 wurde von der DDR-Führung der Bau des ersten Kernkraftwerks des Landes beschlossen. Das Kernkraftwerk Rheinsberg entstand nordöstlich der Stadt am Stechlinsee. Dorthin wurde 1957 von Rheinsberg ausgehend eine etwa zehn Kilometer lange Anschlussbahn gebaut. Die eingleisige Strecke erhielt zwei Stationen, den Haltepunkt Beerenbusch sowie den Endbahnhof Stechlinsee, der mit umfangreichen Gütergleisanlagen ausgestattet wurde. Die Strecke diente ab dem 19. Mai 1958 sowohl dem Güterverkehr als auch dem Personenverkehr für Werksangehörige. Zunächst wurden im Werkverkehr mit Dampflokomotiven der Baureihen 52 und 74 täglich bis zu sieben Personen- und zwei gemischte Zugpaare gefahren. Ab 1970 wurden Diesellokomotiven der Baureihe 110 eingesetzt.
Das Kraftwerk wurde 1990 vom Netz genommen, der Personenverkehr wurde noch bis 1996 aufrechterhalten. Die Anschlussbahn wird seitdem jährlich vor allem anlässlich des Rheinsberger Bahnhofsfestes mit Sonderzügen befahren.
Im Rahmen des Rückbaus des Kraftwerks kam es ab 2001 zu mehreren Castortransporten zum Zwischenlager Nord der EWN GmbH in der Nähe des Kernkraftwerks Greifswald. Einer dieser Transporte diente 2001 als Kulisse für den Film „Angst“ aus der Serie „Polizeiruf 110“ des ORB. Ein ehemaliger Transportwagen für radioaktives Material wurde im Bahnhof Rheinsberg als Denkmal aufgestellt.
Am 30. Oktober 2007 wurde der noch radioaktiv belastete Reaktordruckbehälter, der einschließlich der 15 Zentimeter dicken Abschirmung 169 Tonnen wog, als Ganzes mit Hilfe eines 24-achsigen Schwerlasttransportwagens in das Zwischenlager Nord zur Abklinglagerung abtransportiert. Dazu wurden auf der damals gesperrten Bahnstrecke Herzberg–Rheinsberg zwei alte Brücken bei Lindow (Mark), die nur mit höchstens 10 km/h überquert werden durften, zusätzlich besonders gesichert.
Die Infrastruktur gehört der EWN Entsorgungswerk für Nuklearanlagen GmbH, Betriebsführer ist RegioInfra Nord-Ost. Die Strecke wird nun als eingleisige nicht-elektrifizierte Nebenbahn betrieben.